# Larry Kaplan
Larry Kaplan é um programador e designer de jogos estadounidense.
Ele inicialmente trabalhou na Atari e foi o responsável por várias vendas na empresa. Devido a falta de reconhecimento pelo seu trabalho, ele deixou a Atari e tornou-se um dos cinco co-fundadores da Activision.
Ele é conhecido por sua criação para Atari 2600, o jogo Kaboom!, que foi publicado pela Activision em 1981.
Kaplan deixou a Activision em 1982 para trabalhar com o Commodore Amiga, com jogos da Atari, com a empresa de computação Silicon Graphics, e a empresa de brinquedos Worlds of Wonder. Em sua última entrevista, Kaplan vivia em Los Altos, Califórnia, EUA, com sua esposa e três filhos, onde trabalhava para a fabricante de processadores MicroUnity.

## Criações
Além do popular jogo Kaboom!, Kaplan criou os seguintes jogos para Atari 2600:
- Air-Sea Battle (1977, um dos nove títulos de lançamento do Atari 2600)
- Street Racer (1977, um dos nove títulos de lançamento do Atari 2600)
- Brain Games (1978)
- Bowling (1979)
- Bridge (1981, da Activision)